# Dimitrios Loundras
Dimitrios Loundras (født 4. september 1885 i Athen, død 15. februar 1970) var en græsk gymnast. Han deltog i de første moderne olympiske lege i 1896 i hjembyen Athen.
Ved OL konkurrerede han i i holdkonkurrencen i barre for holdet Ethnikos Gymnastikos Syllogos. Holdet kom på tredjepladsen efter Tyskland, der vandt, og et andet græsk hold fra Panellinios Gymnastikos Syllogos. Der deltog blot disse tre hold i konkurrencen. Loundras var kun 10 år og 218 dage gammel, da han vandt bronzemedaljen, og han er fortsat den yngste medaljevinder og deltager i OL's historie, hvis man ser bort fra coxerne, som deltog under OL 1900, hvoraf mange var børn med en ukendt alder.
Loundras tjente under begge verdenskrige og blev admiral i den græske marine. I 1936 var han præfekt på Lesbos. Han var inden sin død i 1970 den sidste, der havde været med til de første olympiske lege.